# Fiat 665NM
Le Fiat 665NM est un camion lourd à 4 roues motrices fabriqué par le constructeur italien Fiat V.I. de 1942 à 1944. Il sera particulièrement apprécié pour sa grande robustesse et sa fiabilité.

## Histoire
Le Fiat 666NM a largement été utilisé par l'armée italienne : la version N-RE par le Regio Esercito et la version N-RA par l'armée de l'air qui en commanda plusieurs versions : autobus, atelier, citerne, transport de troupes, porte-chars avec les remorques Viberti et Bartoletti. Après l'armistice du 8 septembre 1943, le constructeur italien fabriquera 79 exemplaires du Fiat 666NM pour la Wehrmacht allemande qui occupait les usines Fiat du nord de l'Italie.
Le Fiat 665NM est en fait un camion Fiat 666 à 4 roues motrices. Comme l'imposait le décret ministériel italien à l'époque, les camions étaient tous de type "unifié". Il partageait donc l'essentiel de ses composants avec le "666" pour faciliter l'entretien et les réparations. Il fut également largement adopté par l'armée italienne à partir de novembre 1942, en même temps que la version blindée du 665NM.

## La version blindée Fiat 665 NM Protetto
Ce camion blindé reposait sur le châssis très robuste du Fiat 665NM. Il était destiné à l'Afrique du Nord, d'où sa livrée jaune sable. 300 exemplaires de ce camion furent commandés, mais aucun ne connaîtra les sables d'Afrique. 110 exemplaires avaient été livrés le 30 avril 1943, soit après l'armistice. Les exemplaires livrés à l'armée italienne furent utilisés dans les Balkans. Peu après l'armistice, quelque 665NM blindés furent parqués à Udine lors de leur retour de Yougoslavie, armés d'une mitrailleuse Breda 30 fixée sur la cabine. Ce véhicule pouvait transporter 20 homme de troupe plus 2 en cabine. Son blindage de 7,5 mm couvrait l'ensemble de la cabine, du réservoir carburant et du plateau fermé et couvert. Le véhicule était équipé d'un fusil mitrailleur Breda Mod. 30 en cabine.
Après septembre 1943, les forces armées de la RSI (République Sociale Italienne, la fin de l'époque mussolinienne) utilisèrent ce camion blindé, tout comme la Wehrmacht.

## Caractéristiques techniques
| Modèle                                                                | Dates de fabrication | Type moteur               | Cylindrée cm³ | Puissance CV       | Poids total PTC (t) / Nb places (U) | Production (Ex.)           |
| --------------------------------------------------------------------- | -------------------- | ------------------------- | ------------- | ------------------ | ----------------------------------- | -------------------------- |
| Fiat 666 N camion civil                                               | 1939 - 1946          | Fiat 366 - 6 cyl.         | 9.365         | 105 à 2.000 tr/min | 12,2 + remorque 12,0                | ± 4.000                    |
| Fiat 666 RN autobus diesel                                            | 1939 - 1946          | Fiat 366 - 6 cyl.         | 9.365         | 110 à 2.000 tr/min | (48 + 1)                            | ?                          |
| Fiat 665 NM - camion militaire diesel 4x4                             | 1942 - 1944          | Fiat 366 - 6 cyl.         | 9.365         | 110 à 2.000 tr/min | 12,4                                | ? + 2 à la Wehrmacht       |
| Fiat 665 NM Protetto camion militaire blindé 4×4                      | 1942 - 1944          | Fiat 366 - 6 cyl.         | 9.365         | 110 à 2.000 tr/min | 12,4                                | 110                        |
| Fiat 666 BM - camion militaire essence                                | 1942                 | Fiat 266 - 6 cyl. essence | 9.365         | 110 à 2.000 tr/min | 12,2                                | 1 (prototype)              |
| Fiat 666 NM-RA - camion autobus militaire diesel                      | 1940 - 1945          | Fiat 366 - 6 cyl.         | 9.365         | 105 à 2.000 tr/min | 12,0                                | 796                        |
| Fiat 666 NM-RE - camion autobus diesel militaire                      | 1940 - 1945          | Fiat 366 - 6 cyl.         | 9.365         | 95 à 2.000 tr/min  | 12,0                                | 4.200 + 79 à la Wehrmacht. |
| Fiat 666 N7 - camion civil Châssis autobus diesel à injection directe | 1946 - 1948          | Fiat 366/345 - 6 cyl.     | 9.365         | 113 à 1.900 tr/min | 14,0 + remorque 14,0 t              | ± 3.000                    |

Nota : Dans le tableau ci-dessus : RA = Regia Aeronautica : armée de l'air du Roi et RE = Regio Esercito : armée de terre du Roi.

## Armées utilisatrices
Les principales armées utilisatrices ont été :
- Armée du Roi d'Italie
- Wehrmacht
- Armée Républicaine Italienne